# U.S.A. (曲)
「U. S. A. 」（ユーエスエー）は、イタリア人歌手ジョー・イエローのシングル。
2018年に日本の音楽グループであるDA PUMPにカバーされた（後述）。

## 原曲
1992年、イタリアのディスコマジック・レコードのレーベル、ユーロビート・レコーズ (Eurobeat Records) からアナログ盤（12インチ・シングル）として発売された。
日本ではavex traxから1997年11月27日に発売された『MAHARAJA NIGHT Vol.FINAL』にノンストップミックス盤として初収録されたのを皮切りにいくつかのコンピレーション・アルバムに収録され、2007年4月25日にはオリジナルバージョンが『SUPER EUROBEAT Vol.177』に収録された。
オリジナルバージョンは、SEB177以外ではアルバム『YELLOWGRAPHY』に収録、および音楽配信サイトにて単体販売されている。
2019年度の日本音楽著作権協会（JASRAC）発表による楽曲別の著作権使用料分配額（外国作品）では年間1位にランクインされ、2020年のJASRAC賞（外国作品賞）を受賞した。
| #  | タイトル   | 作詞                                | 作曲                                                | 時間 |
| -- | ---------- | ----------------------------------- | --------------------------------------------------- | ---- |
| 1. | 「U.S.A.」 | Donatella Cirelli Severo Lombardoni | Claudio Accatino Donatella Cirelli Anna Maria Gioco | 5:18 |

## DA PUMPによるカバー
DA PUMPの「U. S. A. 」は、2018年6月6日にエイベックス・エンタテインメント（SONIC GROOVE）から29枚目のシングルとして発売された。
前作「New Position」から約3年半ぶりのシングルである本楽曲は、1992年にジョー・イエローから発表された「U.S.A.」のカバーである。本グループがユーロビートに挑戦するのは初の試みである。
カップリングの「Take it Easy」は、m.c.A・TがDA PUMPの結成20周年を記念して作詞・作曲した。
TBS系『王様のブランチ』2018年6月期エンディング・テーマ。

### カバーの背景
DA PUMPが所属するライジングプロダクションの荻野目洋子による1985年のヒット曲「ダンシング・ヒーロー」は、岐阜県や愛知県の一部地域の盆踊りでは30年以上も前の曲ながら使われており、また前年の2017年に、akaneの振付けした、YouTubeでの登美丘高校のパフォーマンスが話題となり、ブームが再来していた。ユーロビートとダンスの相性のよさに、改めて気づいたという、社長の平哲夫は、DA PUMPのパフォーマンスとISSAの歌声に合うメロディーを持つ楽曲を探し、何十曲の候補の中からジョー・イエローの『U.S.A.』を見つけ出した。
平から本楽曲のカバーを提案された際の気持ちについて、ISSAは「正直、最初は『おい、まじか。これかよ』という思いもありました（笑）。でも、僕らにできることは“完璧に仕上げること”なので。そこでスイッチも入りましたし、“U.S.A.という場”で、“しっかり遊ぶ”“真剣にふざける”などの方向性が見えた時点で、違うものに見えました。自分たちのものとして、きちんと落とし込めているし、しっくりきている。だんだん自分たちの曲に育っていった感じですね。今ではメンバー全員が“すごくいい曲だ”と思っているし、そういう自分たちの中の変化も、おもしろかったです。かけ離れていると思っていたものと自分たちの心が、近づいていく感じ。今は、僕らのところに舞い降りてきてくれてよかったなって思っています」と、オリコンとのインタビューの中で振り返っている。
日本語歌詞はDA PUMPと同じ事務所に所属するshungo.が担当した。原曲の歌詞は「アメリカ」を恋人に見立てて性的に誘う内容だったのに対し、DA PUMPによるカバー版は原曲の歌詞の韻を踏みつつも、異なる意味の単語に置き換えられた。朝日新聞の「ひと」によると、shungo.は1960年代から1970年代のアメリカに憧れる少年をイメージして詞を書いたとされている。

### ミュージック・ビデオ
ミュージック・ビデオの監督は MAXの『Tacata'』やモーニング娘。'18の『フラリ銀座』などで知られる多田卓也が担当し、「アメリカ」といったカタカナ語のテロップを表示させるなど、視覚面を強調した演出がとられた。
振り付けはKENZOとTOMOがメインで担当した。久々の新曲であり、メロディーも覚えやすいものであったことから、振り付けもわかりやすいものにするという方針が立てられた。
5月16日、YouTubeにミュージック・ビデオが公開されると3日間で再生数が50万回を突破、9月には7000万回再生、10月には1億回、2019年10月には2億回再生を突破した。往年のユーロビートによる曲調や歌詞の内容、メンバーの衣装などから「ダサかっこいい」とSNSを中心に話題となっていった。

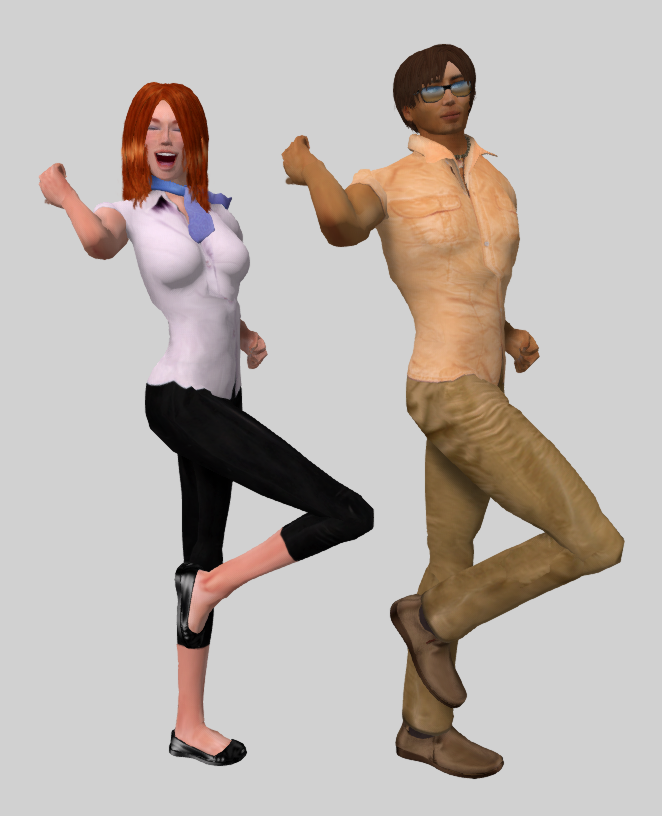
いいねダンス

インベーダー・ダンス

2017年に発表されたブロックボーイJBの曲「Shoot」の振り付けとしてアメリカで流行した「シュートダンス」を元にした片足で跳ねながら親指を立てて腕を振る「いいねダンス」や、間奏での「インベーダーダンス」も受けており、有名人を始めとしてそのダンス動画をSNS上に公開する人も出てきている。8月18日、在日米海兵隊（司令部・沖縄）は、隊員らがこの曲を踊っている動画を公式Twitterに公開し、8月18日10時時点で1万リツイートを超えた。

### 反響
2018年5月7日にジャケット写真が公開されると、DA PUMPファンを中心に「ダサい」とSNS上で話題となった。5月31日に横浜アリーナで開催されたテレビ東京の『ゴッドタン』のイベント『マジ歌ライブ2018 in 横浜アリーナ～今夜一発いくかい?～』にDA PUMPがゲスト出演し本曲を披露。6月24日（25日未明）に中継録画がOAされた。
曲調に関して、過去に発売されたハロー!プロジェクトの楽曲群に似ていたこともあり、ハロプロファンが反応し独自にコールを作ったり、更に（尾形春水を除く）モーニング娘。'18の全メンバーが出演する舞台『演劇女子部「ファラオの墓〜蛇王・スネフェル〜」』の演技のリハーサル中に彼らのリリースイベントにも出向く現象が起きている。その後この現象を受け、2018年7月25日に放送された『2018 FNSうたの夏まつり』（フジテレビ）ではモーニング娘。'18とのコラボレーションが実現。共に「U.S.A.」を歌唱し、さらに2018年8月5日に中野サンプラザで行われたハロプロのグループ合同コンサート『Hello! Project 20th Anniversary!! Hello! Project 2018 SUMMER 〜ALL FOR ONE〜』では一岡伶奈がリーダーを務める新グループ（のちのBEYOOOOONDS CHICA＃TETSU）と高瀬くるみや清野桃々姫が在籍する新グループ（のちのBEYOOOOONDS 雨ノ森 川海）のメンバーによるMCにメンバー5人がサプライズ出演し共に「U.S.A.」を歌唱した。
また、仙台を中心に活動するエンターテインメントグループ・パンダライオンが、宮城県栗原市をテーマにした替え歌『I.N.K（田舎）』として8月6日にYouTubeに公開し、8月10日現在で約40万再生されている。その他にも、甲子園野球場でのブラスバンドVer.や地方の替え歌Ver.、ポセイドン・石川による山下達郎風アレンジなど、様々なバージョンが生まれている。
上記の反響を受け、2018年6月28日にはTBS『CDTV'18上半期SPエンタメまとめ総決算』でこの曲を披露、その後も『THE MUSIC DAY 伝えたい歌』（日本テレビ、2018年7月7日放送）、『音楽の日 2018』（TBS、2018年7月14日放送）、『2018 FNSうたの夏まつり』（フジテレビ、2018年7月25日放送）、『SONGS』（NHK、2018年7月28日放送）など、各局の音楽番組へ出演した。そして9月17日には、21年ぶりに『ミュージックステーション』（『ミュージックステーション ウルトラFES 2018』、テレビ朝日）に出演した。
2018年11月14日時点で、YouTubeでの再生回数は1億1000万回、音楽配信では67万ダウンロード、シングルCDの出荷枚数は13万枚を突破している。
このほか、2018年12月15日よりDA PUMP自らが出演しているSoftBank『Google Pixel 3/3XL』のテレビCM「訂正する少女」篇で、shungo.監修による同曲の替え歌「U.S.A. Google Pixel ver」が使用された。Web限定動画でも替え歌が使用されている。
以後、『ベストヒット歌謡祭2018』（読売テレビ、2018年11月15日放送）、『日テレ系音楽の祭典 ベストアーティスト2018』（日本テレビ、2018年11月28日放送）、『2018 FNS歌謡祭 第1夜』（フジテレビ、2018年12月5日放送）、『ミュージックステーション スーパーライブ2018』（テレビ朝日、2018年12月21日放送）、『CDTVスペシャル!クリスマス音楽祭2018』（TBS、2018年12月24日放送）、『MelodiX!スペシャル2018』（テレビ東京、2018年12月27日放送）など、夏の音楽特番に引き続き、各局の年末音楽特番へ出演した。また、年末の音楽特番では同曲と過去のヒット曲を含めたメドレーで披露されることが多かった。さらに、『2018 FNS歌謡祭 第1夜』（フジテレビ）では氣志團とのコラボレーションで同曲と「One Night Carnival」がマッシュアップされた「O.N.C. 〜One Night Carnival 2018〜」が特別に披露された。
2018年最大のヒット曲として大賞受賞が本命視されていた『第60回輝く!日本レコード大賞』（TBS、2018年12月30日放送）では、優秀作品賞にとどまった。
『第69回NHK紅白歌合戦』（NHK、2018年12月31日放送）では、同曲の大ヒットにより『第53回NHK紅白歌合戦』以来、16年ぶりに出場を果たした。
2020年には「コレナンデ商会」でも歌われた。

### 評価
歌手の近田春夫は朝日新聞に寄せた記事の中で、DA PUMPによるカバー版における振り付けについて「テレビの音を消しても面白い」と評し、もし曲だけだったらここまで売れなかったのではないかと推測している。
大阪市立大学教授の増田聡は朝日新聞の夕刊のコラムの中で、DA PUMPによるカバー版を「かつてのアメリカを取り戻すべく呼びかけるリトルネロといえよう」とし、チャイルディッシュ・ガンビーノの『ディス・イズ・アメリカ』と比較して、互いに表裏をなす存在だと述べた。
ライターの古知屋ジュンはリアルサウンドに寄せた記事の中で、DA PUMPによるカバー版をライジングプロダクションの遊び心を集結したコンテンツと呼んだ。また、古知屋は歌詞について、カタカナの多用によるレトロ感に加え、原曲における"cheek to cheek"のフレーズを「地球人」に置き換えるなど、元来のDA PUMPの持ち味である言葉遊びを踏襲している感じがすると述べている。
替え歌の一つである「湯ですぜ!」をプロデュースした小出一之は、サビの四文字を変えるだけで「ここにおいでよ」という意味になるので、替え歌が作りやすかったことと、「いいねダンス」をはじめとする印象的なダンスがヒットの要因になったのではないかと推測している。

### 収録曲
| #  | タイトル                       | 作詞                                                  | 作曲                                                | 編曲                        | 時間 |
| -- | ------------------------------ | ----------------------------------------------------- | --------------------------------------------------- | --------------------------- | ---- |
| 1. | 「U.S.A.」                     | Donatella Cirelli Severo Lombardoni 日本語詞: shungo. | Claudio Accatino Donatella Cirelli Anna Maria Gioco | KAZ                         | 3:58 |
| 2. | 「All 2 You」                  | shungo.                                               | 小高光太郎、早川博隆、UiNA                          | 早川博隆、小高光太郎、Belex | 4:30 |
| 3. | 「Take it Easy」               | m.c.A・T                                              | m.c.A・T                                            | 富樫明生                    |      |
| 4. | 「U.S.A.」(Instrumental)       |                                                       |                                                     |                             |      |
| 5. | 「All 2 You」(Instrumental)    |                                                       |                                                     |                             |      |
| 6. | 「Take it Easy」(Instrumental) |                                                       |                                                     |                             |      |

| #  | タイトル                | 作詞 | 作曲・編曲 | 監督 |
| -- | ----------------------- | ---- | ---------- | ---- |
| 1. | 「U.S.A.」(Music Video) |      |            |      |
| 2. | 「U.S.A.」(making)      |      |            |      |

| #  | タイトル                                 | 作詞 | 作曲・編曲 | 監督 |
| -- | ---------------------------------------- | ---- | ---------- | ---- |
| 1. | 「U.S.A.」(Music Video)                  |      |            |      |
| 2. | 「U.S.A.」(Music Video: ANOTHER VERSION) |      |            |      |

### リリースイベント
- 2018年5月19日【埼玉県】MEGAドン・キホーテ浦和原山店 店内イベントスペース
- 2018年5月20日【神奈川県】PREMIERE YOKOHAMA 7F HALL PREMIERE HALL
- 2018年6月2日【東京】アーバンドックららぽーと豊洲シーサイドデッキ メインステージ
- 2018年6月6日【東京】池袋サンシャインシティ噴水広場
- 2018年6月7日【千葉県】ららぽーとTOKYO-BAY 北館1F 中央広場
- 2018年6月9日【神奈川県】たまプラーザ テラス ゲートプラザ1F フェスティバルコート
- 2018年6月16日【千葉県】イオンモール幕張新都心 グランドモール1F グランドスクエア
- 2018年6月29日【愛知県】アスナル金山 明日なる!広場
- 2018年6月30日【大阪府】なんばパークス2F キャニオンコート

### ヒットチャート
| ヒットチャート（2018年）                                   | 最上位 | 出典                 |
| ---------------------------------------------------------- | ------ | -------------------- |
| Billboard Japan Hot 100                                    | 2      | [ 38 ] [ 39 ] [ 40 ] |
| YouTube週間楽曲ランキング 週間ミュージックビデオランキング | 1      | [ 41 ]               |
| オリコン週間シングルランキング                             | 7      | [ 42 ]               |

### 受賞歴
- 第60回日本レコード大賞 優秀作品賞、特別賞 - 受賞[43]

### カバー(DA PUMP版)
- Crazy:B[メンバー 1] & UNDEAD[メンバー 2] - 『あんさんぶるスターズ!! COVER SONG SERIES vol.1』として2022年6月9日配信。